# Viktor Pestek
Viktor Pestek (* 18. April 1924 in Oberscheroutz bei Czernowitz; † 8. Oktober 1944 in Międzybrodzie Bialskie) war ein SS-Unterscharführer, der in KZ Auschwitz-Birkenau als Wachmann eingesetzt war, nach verschiedenen Zeugenaussagen einem jüdischen Gefangenen von dort zur Flucht verhalf, bei weiteren Fluchthilfeversuchen gefasst und hingerichtet wurde.

## Herkunft
Pesteks Vater war laut Hermann Langbein ein deutschsprachiger Schmied in der Bukowina und besaß eine kleine Landwirtschaft. Viktor Pestek soll den Beruf des Vaters erlernt und katholisch erzogen worden sein.

## Dienst in der SS
Pestek soll aus Abenteuerlust der SS beigetreten sein. Er wurde an der Ostfront eingesetzt. Dort soll er bei einem befohlenen Massaker an Dorfbewohnern, angeblich Partisanen, verletzt worden sein. Bis zur Bergung durch die SS am folgenden Tag habe er in einer Scheune des Dorfes ausharren müssen. Russen hätten ihm geholfen und ihn mit Wasser versorgt. Dies habe seinen katholischen Glauben erneut geweckt. Nach seiner Genesung sei er als frontuntauglich eingestuft und im KZ Auschwitz zum Wachdienst eingesetzt worden.

## Fluchtaktionen
Pestek soll sich in die jüdische Gefangene Renée Neumanová (Neumann) verliebt und ihr einen Posten als Blockschreiberin verschafft haben. Daraufhin habe er ihr und anderen Häftlingen zur Flucht verhelfen wollen. Anzeichen, dass sie seine Zuneigung erwiderte, sind nicht überliefert. Pläne, sie als SS-Frau zu verkleiden, und eine Flucht ohne ihre Mutter lehnte sie ab.
Häftlinge hätten Pestek in internen Gesprächen als anständig und human bezeichnet. Er soll seine Fluchtpläne mit den Gefangenen Rudolf Vrba und Alfréd Wetzler besprochen haben. Diese hätten seine Vorschläge allerdings als zu riskant abgelehnt, nachdem im Frühjahr 1944 ähnliche Fluchtpläne anderer Häftlinge durch Verrat der SS-Gesprächspartner, die dafür Belohnungen erhielten, aufgedeckt und die Fluchtwilligen exekutiert worden waren. Pestek sei dann an den früheren tschechischen Armeeoffizier und Blockältesten Vitezlav Lederer herangetreten. Dieser habe ihm als Gegenleistung für gelungene Flucht Hilfe beim Untertauchen in Böhmen versprochen. Pestek habe, so vermutet die Historikerin Ruth Linn, sich dadurch Vorteile für die Nachkriegszeit erhofft, nachdem die Rote Armee im März 1944 seine bukowinische Heimat besetzt hatte. Am 5. April 1944 floh er dann, nachdem er eine SS-Uniform und Urlaubspapiere zur Tarnung besorgt und seine SS-Kameraden betrunken gemacht hatte, mit einem Zug nach Prag. In Prag und später in Pilsen wurden sie von Bekannten Lederers versteckt.
Über die Flucht sagte Lederer später aus:

„(…) Den Arm zum Hitlergruß erhoben, fuhr ich durch das eiserne Tor des Familienlagers. Mein ‚Kollege‘ SS-Rottenführer Viktor Pestek, der damals Dienst tat, hatte mir das Tor geöffnet. Seinem Nachfolger, der ihn vom Nachtdienst ablöste, meldete er, daß er seinen Urlaub antrete. In Pesteks Begleitung ging ich durch die Postenkette. Die Losung ‚Tintenfaß‘ öffnete uns die Schranken. Als Pestek und ich um 20:30 Uhr zur unweit gelegenen Bahnstation Auschwitz kamen, konnten wir gerade noch auf den anfahrenden Eilzug aufspringen. (…)“

Nun planten Pestek und Lederer, weitere Gefangene zu befreien. Dazu ließen sie Dokumente fälschen, welche Pestek als SS-Führer auswiesen und ihn ermächtigten, drei Gefangene zwecks eines Verhörs aus Auschwitz abzuholen. Am 23. Mai fuhren Pestek und Lederer in SS-Uniformen nach Auschwitz. Schon am Bahnhof sei Pestek von SS-Angehörigen erkannt und verhaftet worden; Lederer habe fliehen können. Er wurde zunächst im Stammlager des KZ Auschwitz im Bunker des Blocks 11 festgehalten und unter Misshandlungen vernommen.

## Verurteilung und Hinrichtung
Nach Aussage von Wilhelm Boger im ersten Frankfurter Auschwitzprozess 1963 wurde Pestek wegen Häftlingsbegünstigung und Fahnenflucht verurteilt und durch Erschießen hingerichtet:

„Pestek wurde ordnungsgemäß durch ein SS- und Polizeigericht der Nebenstelle Kattowitz abgeurteilt und exekutiert. Die Verhandlung gegen Pestek hat in Auschwitz stattgefunden. Der Schreiber Unterscharführer Mertens war zugegen, ebenso bei der Vollstreckung des Urteils, die in Miedzybrodzie vollzogen wurde.“